# Тягушев Юхим Володимирович
Юхим Володимирович Тягушев (1919—1971) — радянський військовий, Герой Радянського Союзу (1942). Брав участь у радянсько-фінській та німецько-радянській війнах.

## Біографія
Народився 26 січня 1919 року в селі Кендя нині Ічалковського району Мордовії в селянській родині. Ерзя (проте за більшістю документів йде за псевдоетнонімом мордвин).
Закінчив 7 класів. Працював у колгоспі «Новий шлях» податковим агентом сільради. Потім був різноробочим в Кендянському торфопідприємстві. 
У 1939 році призваний в Червону Армію Ічалковським райвійськкоматом Мордовської АРСР. В полковій школі отримав спеціальність радиста. Учасник радянсько-фінляндської війни 1939-1940 років.
Початок німецько-радянської війни зустрів під Одесою. Був радистом батальйону зв'язку 78-ї окремої стрілецької бригади 9-ї армії Південного фронту, червоноармієць.
У квітні 1942 року 78-а окрема стрілецька бригада, у складі якої був червоноармієць Юхим Тягушев, вела бої в закруті річки Сіверський Донець, неподалік від міста Красний Лиман. В ніч на 20 квітня стрілецька рота переправилася на західний берег річки і вибила супротивника з панівної висоти 158,6 поблизу села Довгеньке (нині Ізюмського району Харківської області України). В складі десанту був і червоноармієць Тягушев. Виконуючи бойове завдання, зв'язківці розгорнули в захопленому бліндажі радіостанцію і коректували вогонь артилерії, а також брали участь у відбитті декількох контратак противника. 21 квітня, коли гітлерівці, перейшовши в атаку на висоту, яку обороняло відділення Тягушева, оточили бункер, Юхим відкрив вогонь з автомата по противнику і по радіо викликав вогонь радянської артилерії на себе. Один із снарядів потрапив в бліндаж. Тягушев отримав контузію і втратив свідомість. Гітлерівці взяли його в полон.
Тягушев пройшов кілька концтаборів. Двічі тікав, але невдало. Тільки третя втеча 21 січня 1943 року виявилася успішною, і він повернувся до лав Червоної Армії. Надалі брав участь у боях на Таманському півострові, у визволені Криму, Румунії, Югославії, Болгарії і Австрії.
У 1946 році Юхим Тягушев демобілізований. Приїхав у Хабаровськ, куди перед війною поїхали його батьки. У 1952 році закінчив Благовіщенське річкове училище. Працював в Амурському річковому пароплавстві начальником причалу 12-ї ділянки Хабаровського порту. З 1955 року працював старшим прийомоздатчиком, майстром вантажно-розвантажувальних робіт на Іманскій пристані на річці Уссурі. Жив у місті Іман (з 1972 року — Дальнєрєченськ) Приморського краю.
Помер 27 січня 1971 року. Похований на центральній алеї міського кладовища міста Дальнєрєченська.

## Пам'ять
- У музеї міста Дальнєрєченськ Герою присвячений цілий стенд. На зароблені учнями гроші йому встановлено обеліск. Також Тягушеву присвячують вірші місцеві поети, щорічно на його честь проводять стрілецькі змагання[1].

## Нагороди
- Указом Президії Верховної Ради СРСР від 13 грудня 1942 року за зразкове виконання бойових завдань командування на фронті боротьби з німецько-фашистськими загарбниками і проявлені при цьому мужність і героїзм червоноармійцеві Тягушеву Юхиму Володимировичу присвоєно звання Героя Радянського Союзу (медаль «Золота Зірка» № 4916)[2][3]
- Нагороджений орденом Леніна і медалями.